# Fem och kidnapparna
Fem och kidnapparna är den 14:e romanen i serien Fem-böckerna av Enid Blyton. Den publicerades första gången 1955 på engelska av Hodder & Stoughton. 

## Handling
Barnen i femgänget är i Kirrin på skollovet. Samtidigt besöker två kollegor till farbror Quentin Kirrin Cottage för att arbeta med ett alternativt energiprojekt. Amerikanen Elbur Wright har sin dotter Berta med sig. Efter ett hot om kidnappning av dottern bestämmer sig Elbur för att låta Berta bo l Kirrin för hennes säkerhet. Dottern får kortklippt hår för att likna en pojke och blir utklädd till pojke och kallas Lesley. George låter Timmy vakta Berta och Bertas hund pudeln Sally ska sova hos Anne och George, men George blir irriterad på pudeln och bestämmer sig för att släppa ut henne i Timmys koja, men kidnapparna väntar och misstar George för Berta och George blir kidnappad. Så börjar äventyret.

## Svenska utgåvor
Första svenska upplagan kom 1959 med översättning av Ingegerd Lindström. Boken nyöversattes av Kerstin Lennerthson 1974 och har sedan dess gett ut i flera olika upplagor med nya omslag. Ljudbok publicerades 2005 med Ronnie Bäck som inläsare.
Under Externa länkar finns bokens engelska text.